# Tomás Basilio
Tomás Basilio (Palermo, Italia; 1580-Sinaloa, Nueva España; 25 de mayo de 1654) fue un sacerdote jesuita, escritor, explorador de la zona norte del territorio de la Nueva España y evangelizador de etnias de esa misma zona mientras ocurría el avance de la colonización española.
Basilio nació en la ciudad de Palermo en el antiguo Italia en el año de 1580, iniciando con estudios religiosos desde niño. A la edad de 17 años, ingresó a la Compañía de Jesús, la cual era la orden religiosa de la iglesia católica que estaba a cargo en ese entonces de la evagelización de los nativos de grande parte del Virreinato de la Nueva España.
El padre Tomás Basilio pidió ir a la Nueva España, y en el año de 1616 llegó ahí comenzar con su trabajo como misionero y explorador. Un año después, en 1617, acompañó al padre Andrés Pérez de Ribas en un viaje a Sinaloa partiendo desde el río Mayo, y en su paso visitaron y fundaron misiones religiosas en lo que hoy es el Valle del Yaqui, que se usaron para enseñar el catolicismo a los indígenas yaquis. En el pueblo de Tórim, Basilio aprendió la lengua yaqui para así escribir en ese dialecto enseñanzas para los nativos. Entre Pérez de Ribas y Basilio establecieron un rectorado independiente al de Sinaloa en el cual iban a trabajar, llamado Rectorado de San Ignacio del Yaqui.
En el año de 1622, junto al padre Francisco Oliñamo, trabajó en la conversión de los indígenas aibinos en los pueblos de Teopa y Mátape. En 1634, en la misión de Cumpas, escribió notas acerca del Arte de la lengua Cahita. Tomás Basilio fallece el 25 de mayo de 1654 en la misión de Sinaloa.